# Aerogel

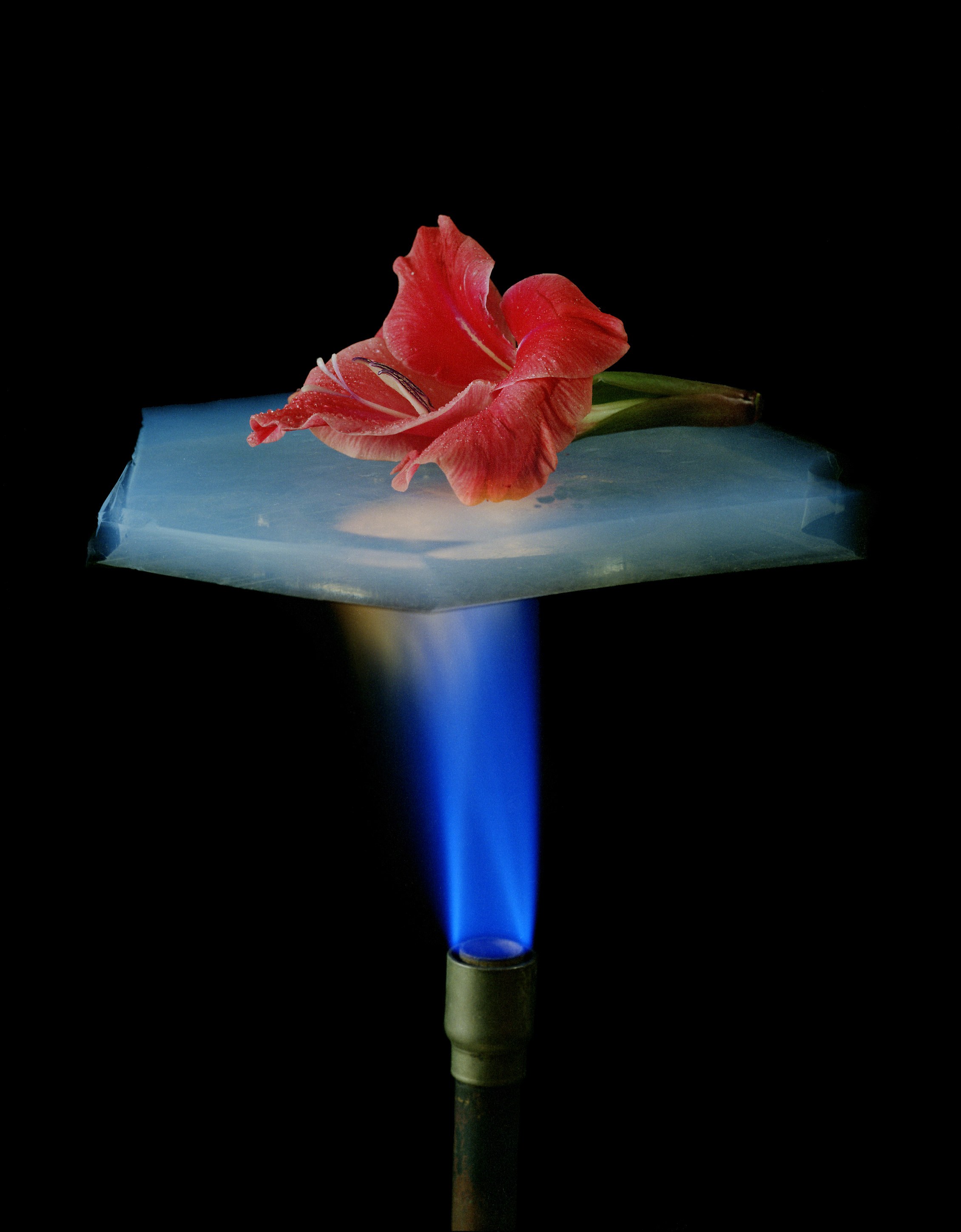
La flor no se consume bajo el fuego del mechero Bunsen debido a las propiedades aislantes del aerogel.

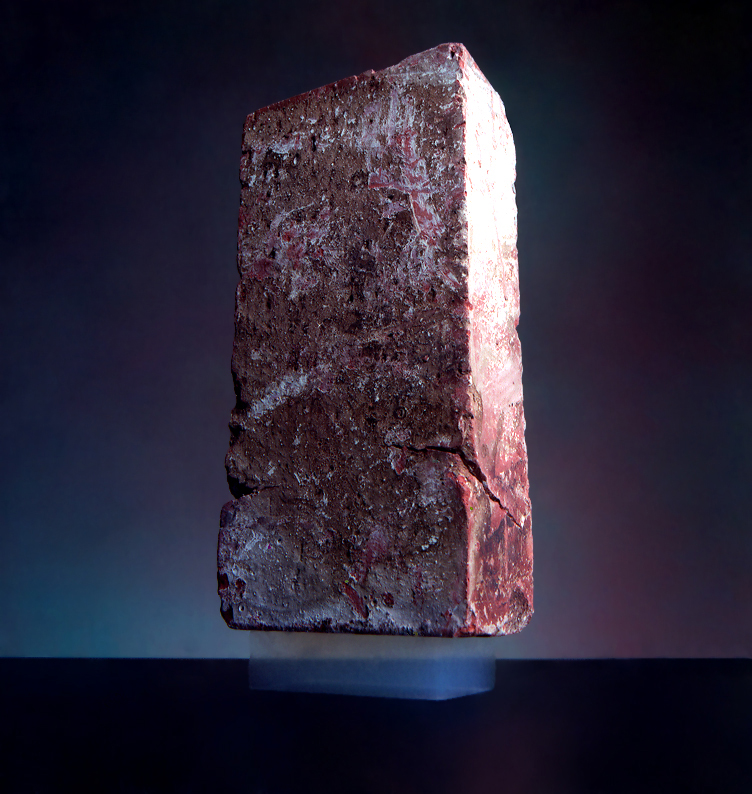
Un ladrillo de 2,5 kg (kilogramos) soportado por 2 g (gramos) de aerogel.

El aerogel' o gel helado es un material coloidal similar al gel, en el cual el componente líquido es cambiado por un gas, obteniendo como resultado un sólido de muy baja densidad (3 mg/cm³ —miligramos por centímetro cúbico— o 3 kg/m³ —kilogramos por metro cúbico—) y altamente poroso, con ciertas propiedades muy sorprendentes,  y enorme capacidad de aislante térmico.
Este material está generalmente compuesto por un 90,50 a 99,98 % de aire, y es mil veces menos denso que el vidrio y unas tres veces más denso que el aire. Familiarmente, es denominado humo helado, humo sólido o humo azul, debido a su naturaleza semitransparente; sin embargo, tiene al tacto una consistencia similar a la espuma de poliestireno.
Posee un índice de refracción de 1,0, muy bajo para un sólido. La velocidad del sonido a través de él es muy baja, 100 m/s (metros por segundo).

## Historia
Este material fue creado por Steven Kistler en 1931, como resultado de una apuesta entre él y Charles Learned sobre quién podría reemplazar el líquido de un tarro de mermelada por gas sin que el volumen de esta disminuyera.
El aerogel se puede fabricar a partir de materiales muy diferentes; las investigaciones de Kirstler consistían en aerogeles basados en sílice, circonio, alúmina, óxido de cromo, estaño y carbono.

## Aerogel de grafeno
En 2013, el Gao Chao y su equipo de investigación de la Universidad de Zhejiang de China desarrollaron el aerogel de grafeno, cuya densidad de 0,16 kg/m³ (kilogramos por metro cúbico) es la más baja jamás alcanzada.

## Clasificación
Los aerogeles pueden ser de tipo orgánico o inorgánico, pueden ser híbridos orgánico-inorgánicos, o bien, pueden ser de carbono. La mayoría se preparan mediante el método de Pekala, en el cual se emplea resorcinol, formaldehído y un catalizador, donde se genera una reacción de polimerización. Los aerogeles deben pasar por etapas de gelación y curado, secado supercrítico, carbonización y activación.
- Inorgánicos: Presentan una estructura basada en óxidos metálicos o semimetálicos, se han estudiado con mayor extensión los que son preparados a partir de dióxido de silicio.
- Híbridos orgánicos-inorgánicos: Presentan una estructura basada en óxidos metálicos o semimetálicos, se han estudiado con mayor extensión los que son preparados a partir de dióxido de silicio.
- Orgánicos: Presentan una estructura basada en polímeros orgánicos resultantes de la polimerización de monómeros orgánicos multifuncionales. Los más estudiados son los RF, obtenidos por policondensación (resorcinol con formaldehído) y MF (melamina con formaldehído).
- Carbono: Poseen una estructura desordenada de carbono sp2, son los únicos que conducen la corriente eléctrica, se obtienen de la carbonización de aerogeles orgánicos mediante un proceso de pirólisis a temperaturas superiores a 500 °C e inferiores a 2100 °C, pues a temperaturas mayores se pierden las características del aerogel.

Las variables fundamentales que controlan cada una de estas etapas determinan las propiedades del gel de carbono obtenido. Entre estas variables se encuentran:
- El tipo de precursor y de disolvente utilizado.
- El pH de la disolución.
- El tiempo y la temperatura de la gelación y curado.
- El tipo de secado utilizado (supercrítico, criogénico y subcrítico).
- La temperatura de carbonización.

Pequeñas variaciones en estas propiedades producen cambios significativos en la estructura y en las propiedades de los geles de carbono.

## Usos

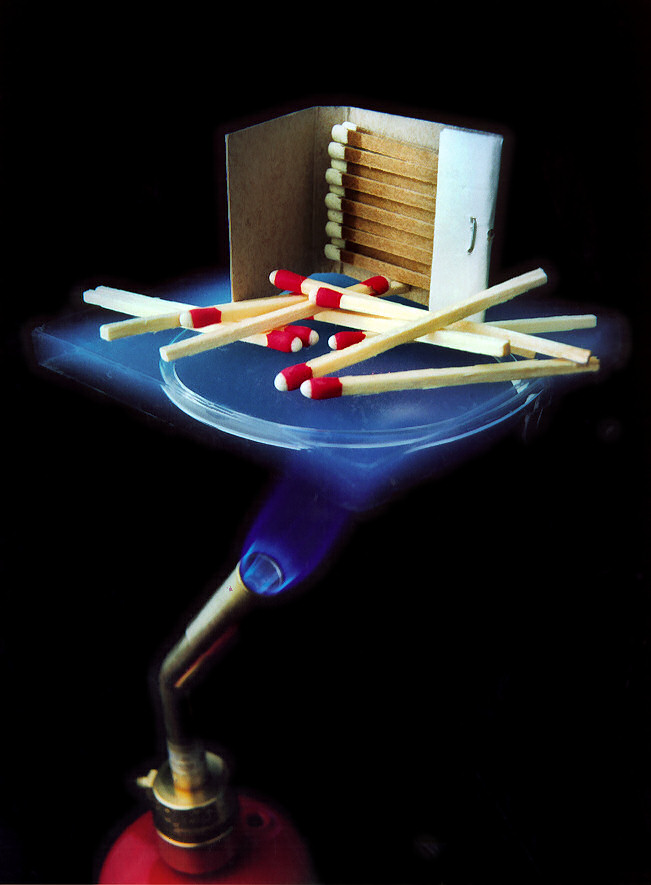
Aquí vemos cómo el aerogel logra aislar el calor y las llamas a tal punto de evitar que las cerillas se enciendan.

El aerogel tiene varias aplicaciones comerciales, aunque principalmente ha sido utilizado como aislante térmico en las ventanas de los edificios de oficinas, en las que sus propiedades son utilizadas para evitar la pérdida o el aumento de calor.
Tiene una resistencia considerable puesto que podría soportar aproximadamente más de 1000 veces su peso.
El uso más obvio de los aerogeles es como aislante térmico ultraligero para estructuras aéreas. El Biosphère de Montreal fue el pabellón de los Estados Unidos en la Exposición Universal de Montreal y era una cúpula geodésica de aerogel consumida en un incendio.
El aerogel también puede servir como parachoques en automóviles, pues amortigua los golpes en un 89 % de intensidad.[cita requerida]
Este también ha sido utilizado por la Nasa para varias de sus exploraciones extra-terrestres, cuyos módulos presentaban este aislante para la protección del material electrónico frente a las bajas temperaturas.